# Крейни, Стивен
Сти́вен Дэ́ниел Кре́йни (англ. Stephen Daniel Crainey; род. 22 июня 1981, Глазго) — шотландский футболист, левый защитник. Выступал за национальную сборную Шотландии.

## Клубная карьера

### «Селтик» и «Саутгемптон»
Стивен родился 22 июня 1981 года в крупнейшем городе Шотландии — Глазго. С детства занимающийся футболом Крейни в 14-летнем возрасте прошёл отбор в Академию «Селтика» — одного из грандов «горского» футбола. 3 июня 1997 года юный защитник подписал с «кельтами» свой первый профессиональный контракт. Тем не менее дебюта в первом составе «бело-зелёных» Крейни пришлось ждать почти три года — он состоялся 11 марта 2000 года, когда глазговцы в матче шотландской Премьер-лиги встречались с «Сент-Джонстоном». Стивен вышел на поле на 77-й минуте поединка, заменив капитана клуба Джеки Макнамару. 1 ноября того же года Крейни забил первый гол в своей профессиональной карьере, поразив ворота эдинбургской команды «Харт оф Мидлотиан». Игра проходила в рамках четвертьфинала Кубка шотландской лиги, «Селтик» победил со счётом 5:2. В марте 2001 года Стивен поучаствовал в финальной встрече этого турнира, в которой «бело-зелёные» благодаря хет-трику Хенрика Ларссона оказались сильнее «Килмарнока» — 3:0. По итогам следующего сезона молодой защитник в составе «Селтика» стал чемпионом Шотландии. В апреле 2002 года Стивен был признан «Молодым игроком месяца» за впечатляющую игру, продемонстрированную им в марте. Всего за чуть более четыре сезона в Глазго Крейни провёл за «кельтов» 58 игр, забил один мяч.
30 января 2004 года Крейни перебрался в Англию, подписав контракт с клубом «Саутгемптон». Трансфер Стивена обошёлся «святым» в 500 тысяч фунтов. Основной причиной отъезда с «Селтик Парк» сам защитник назвал проблему со своим регулярным появлением в основном составе «кельтов». 6 февраля Крейни дебютировал за свою новую команду — соперником «Саутгемптона» в тот день был лондонский «Арсенал».

### «Лидс Юнайтед»
6 августа того же года Стивен перешёл на правах аренды в клуб «Лидс Юнайтед». Четыре дня спустя руководство «белых» объявило, что между ними и их коллегами из «Саутгемптона» было достигнуто соглашение о выкупе трансфера шотландца за 200 тысяч фунтов. 14 августа состоялся дебют Крейни в составе йоркширского коллектива — «Лидс» в тот день встречался с «Вулверхэмптон Уондерерс». В следующем сезоне Стивен своей уверенной игрой на левом фланге обороны «Юнайтед» помог «белым» занять пятое место в турнире Чемпионшипа и, тем самым, завоевать право на участие в играх плей-офф за выход в высший дивизион страны. Крейни принял участие в обоих полуфинальных играх против «Престон Норт Энд», по итогам которых йоркширцы вышли в финал плей-офф. Причём, во втором матче он был удалён с поля за две жёлтые карточки на 68-й минуте поединка. В финальной игре, в которой шотландец не смог принять участия из-за дисквалификации, «Лидс» уступил «Уотфорду» — 0:3.
Сезон 2006/07 Стивен начал в роли основного левого защитника «Юнайтед». 20 сентября 2006 года с поста наставника йоркширцев был уволен Кевин Блэквелл. Пришедший ему на смену Деннис Уайз усадил шотландца на скамейку запасных, больше предпочитая ему Эдди Льюиса. В конце 2006 года Крейни вернул себе место в основном составе «Лидса», но травма, полученная им на тренировке, вновь помешала защитнику закрепиться в числе первых одиннадцати йоркширцев. Последний раз Стивен сыграл за «Юнайтед» в официальном матче 30 января 2007 года, когда он вышел на замену в поединке с «Халл Сити». 15 мая руководство «Лидса» и Стивен по обоюдному согласию разорвали договор о сотрудничестве.

### «Блэкпул»
9 июля 2007 года Крейни подписал однолетний контракт с клубом «Блэкпул» с возможностью его пролонгации ещё на один год. 11 августа Стивен впервые сыграл в оранжевой футболке «приморских» — соперником «мандаринов» в тот день был «Лестер Сити». Через два дня Крейни был включён в «Символическую сборную недели» Чемпионшипа. 19 сентября шотландец забил свой первый гол за время пребывания в Англии, поразив ворота «Шеффилд Юнайтед». 3 декабря 2007 года и 4 февраля 2008 года Крейни вновь удостаивался чести быть избранным в «Команду недели» Чемпионшипа. Всего в свой первый сезон за «Блэкпул» шотландец сыграл 43 матча. «Приморские» по итогам того футбольного года заняли девятнадцатое место в турнирной таблице Чемпионшипа, что стало наивысшим достижением ланкаширской команды с 1971 года.
В июне 2008 года британская пресса предсказывала трансфер Крейни в клуб «Бернли», который сделал «Блэкпулу» предметное предложение по шотландцу в размере 250 тысяч фунтов стерлингов. По инициативе самого Стивена руководство «мандаринов» отклонило эту перспективу и предложило защитнику новый 2-летний контракт, который он с готовностью подписал. Первую половину сезона 2008/09 Крейни пропустил из-за травмы мышц паха — 9 сентября представители «Блэкпула» подтвердили, что шотландец получил повреждение, и ему уже сделана операция. Также назывался срок восстановления Крейни — от четырёх до шести недель. Свой первый матч после травмы Стивен сыграл 24 января следующего года, появившись на замену на 87-й минуте встречи с «Бирмингем Сити». 24 октября 2009 года шотландец в четвёртый раз в своей карьере был включён в «Команду недели» Чемпионшипа. Наряду со Стивеном в символическую сборную вошли его одноклубники Мэттью Джилкс и Марсел Сип.
22 января 2011 года в матче против «Сандерленда» Крейни получил травму колена. По первичным заключениям врачей шотландец должен был пропустить около полугода, однако уже меньше чем через два месяца защитник смог выйти на поле во встрече с «Челси».

### Клубная статистика
| Клуб                     | Сезон                    | Чемпионат | Чемпионат | Кубок | Кубок | Кубок Лиги | Кубок Лиги | Суперкубок | Суперкубок | Трофей Футбольной лиги | Трофей Футбольной лиги | Плей-офф Лиги | Плей-офф Лиги | Еврокубки | Еврокубки | Итого | Итого |
| Клуб                     | Сезон                    | Игры      | Голы      | Игры  | Голы  | Игры       | Голы       | Игры       | Голы       | Игры                   | Голы                   | Игры          | Голы          | Игры      | Голы      | Игры  | Голы  |
| ------------------------ | ------------------------ | --------- | --------- | ----- | ----- | ---------- | ---------- | ---------- | ---------- | ---------------------- | ---------------------- | ------------- | ------------- | --------- | --------- | ----- | ----- |
| Селтик                   | 1999/00                  | 9         | 0         | —     | —     | —          | —          | —          | —          | —                      | —                      | —             | —             | —         | —         | 9     | 0     |
| Селтик                   | 2000/01                  | 2         | 0         | 1     | 0     | 2          | 1          | —          | —          | —                      | —                      | —             | —             | —         | —         | 5     | 1     |
| Селтик                   | 2001/02                  | 15        | 0         | 2     | 0     | 1          | 0          | —          | —          | —                      | —                      | —             | —             | 1         | 0         | 19    | 0     |
| Селтик                   | 2002/03                  | 13        | 0         | 2     | 0     | 2          | 0          | —          | —          | —                      | —                      | —             | —             | 2         | 0         | 19    | 0     |
| Селтик                   | 2003/04                  | 2         | 0         | —     | —     | 2          | 0          | —          | —          | —                      | —                      | —             | —             | 2         | 0         | 6     | 0     |
| Всего за «Селтик»        | Всего за «Селтик»        | 41        | 0         | 5     | 0     | 7          | 1          | 0          | 0          | 0                      | 0                      | 0             | 0             | 5         | 0         | 58    | 1     |
| Саутгемптон              | 2003/04                  | 5         | 0         | —     | —     | —          | —          | —          | —          | —                      | —                      | —             | —             | —         | —         | 5     | 0     |
| Всего за «Саутгемптон»   | Всего за «Саутгемптон»   | 5         | 0         | 0     | 0     | 0          | 0          | 0          | 0          | 0                      | 0                      | 0             | 0             | 0         | 0         | 5     | 0     |
| Лидс Юнайтед             | 2004/05                  | 9         | 0         | —     | —     | 1          | 0          | —          | —          | —                      | —                      | —             | —             | —         | —         | 10    | 0     |
| Лидс Юнайтед             | 2005/06                  | 24        | 0         | 2     | 0     | 2          | 0          | —          | —          | —                      | —                      | 2             | 0             | —         | —         | 30    | 0     |
| Лидс Юнайтед             | 2006/07                  | 19        | 0         | —     | —     | 3          | 0          | —          | —          | —                      | —                      | —             | —             | —         | —         | 22    | 0     |
| Всего за «Лидс Юнайтед»  | Всего за «Лидс Юнайтед»  | 52        | 0         | 2     | 0     | 6          | 0          | 0          | 0          | 0                      | 0                      | 2             | 0             | 0         | 0         | 62    | 0     |
| Блэкпул                  | 2007/08                  | 40        | 1         | 1     | 0     | 2          | 0          | —          | —          | —                      | —                      | —             | —             | —         | —         | 43    | 1     |
| Блэкпул                  | 2008/09                  | 17        | 0         | —     | —     | —          | —          | —          | —          | —                      | —                      | —             | —             | —         | —         | 17    | 0     |
| Блэкпул                  | 2009/10                  | 41        | 0         | 1     | 0     | 1          | 0          | —          | —          | —                      | —                      | 3             | 0             | —         | —         | 46    | 0     |
| Блэкпул                  | 2010/11                  | 31        | 0         | —     | —     | —          | —          | —          | —          | —                      | —                      | —             | —             | —         | —         | 31    | 0     |
| Блэкпул                  | 2011/12                  | 42        | 3         | —     | —     | —          | —          | —          | —          | —                      | —                      | 3             | 0             | —         | —         | 45    | 3     |
| Блэкпул                  | 2012/13                  | 43        | 0         | 2     | 0     | 1          | 0          | —          | —          | —                      | —                      | —             | —             | —         | —         | 46    | 0     |
| Всего за «Блэкпул»       | Всего за «Блэкпул»       | 214       | 4         | 4     | 0     | 4          | 0          | 0          | 0          | 0                      | 0                      | 6             | 0             | 0         | 0         | 228   | 4     |
| Уиган Атлетик            | 2013/14                  | 20        | 0         | 4     | 0     | 1          | 0          | 1          | 0          | —                      | —                      | —             | —             | —         | —         | 26    | 0     |
| Всего за «Уиган Атлетик» | Всего за «Уиган Атлетик» | 20        | 0         | 4     | 0     | 1          | 0          | 1          | 0          | 0                      | 0                      | 0             | 0             | 0         | 0         | 26    | 0     |
| Флитвуд Таун             | 2014/15                  | 28        | 0         | 1     | 0     | —          | —          | —          | —          | 1                      | 0                      | —             | —             | —         | —         | 30    | 0     |
| Всего за «Флитвуд Таун»  | Всего за «Флитвуд Таун»  | 28        | 0         | 1     | 0     | 0          | 0          | 0          | 0          | 1                      | 0                      | 0             | 0             | 0         | 0         | 30    | 0     |
| Всего за карьеру         | Всего за карьеру         | 360       | 4         | 16    | 0     | 18         | 1          | 1          | 0          | 1                      | 0                      | 8             | 0             | 5         | 0         | 409   | 5     |

(откорректировано по состоянию на 7 марта 2015)

## Сборная Шотландии
В период с 2001 по 2002 год Крейни защищал цвета молодёжной сборной Шотландии, провёл в её составе семь игр. 27 марта 2002 года состоялся дебют Стивена в составе первой национальной команды — в тот день «тартановая армия» в товарищеском матче встречалась с Францией. Всего сыграл за команду «горцев» двенадцать матчей.

### Матчи и голы за сборную Шотландии
| №  | Дата            | Место                                | Оппонент          | Счёт | Голы Крейни | Соревнование                                      |
| 1  | 27 марта 2002   | «Стад де Франс», Сен-Дени, Франция   | Франция           | 0:5  | —           | Товарищеский матч                                 |
| 2  | 17 апреля 2002  | «Питтодри», Абердин, Шотландия       | Нигерия           | 1:2  | —           | Товарищеский матч                                 |
| 3  | 21 августа 2002 | «Хэмпден Парк», Глазго, Шотландия    | Дания             | 0:1  | —           | Товарищеский матч                                 |
| 4  | 7 сентября 2002 | «Тофтир», Тофтир, Фарерские острова  | Фарерские острова | 2:2  | —           | Отборочный матч чемпионата Европы по футболу 2004 |
| 5  | 31 марта 2004   | «Хэмпден Парк», Глазго, Шотландия    | Румыния           | 1:2  | —           | Товарищеский матч                                 |
| 6  | 28 апреля 2004  | «Паркен», Копенгаген, Дания          | Дания             | 0:1  | —           | Товарищеский матч                                 |
| 7  | 16 ноября 2010  | «Питтодри», Абердин, Шотландия       | Фарерские острова | 3:0  | —           | Товарищеский матч                                 |
| 8  | 27 марта 2011   | «Эмирейтс», Лондон, Англия           | Бразилия          | 0:2  | —           | Товарищеский матч                                 |
| 9  | 25 мая 2011     | «Авива», Дублин, Ирландия            | Уэльс             | 3:1  | —           | Кубок наций 2011                                  |
| 10 | 10 августа 2011 | «Хэмпден Парк», Глазго, Шотландия    | Дания             | 2:1  | —           | Товарищеский матч                                 |
| 11 | 6 сентября 2011 | «Хэмпден Парк», Глазго, Шотландия    | Литва             | 1:0  | —           | Отборочный матч чемпионата Европы по футболу 2012 |
| 12 | 11 ноября 2011  | «Антонис Пападопулос», Ларнака, Кипр | Кипр              | 2:1  | —           | Товарищеский матч                                 |

Итого: 12 матчей / 0 голов; 5 побед, 1 ничья, 6 поражений.
(откорректировано по состоянию на 11 ноября 2011)

### Сводная статистика игр/голов за сборную
| Сборная          | Год              | Отборочные матчи ЧМ | Отборочные матчи ЧМ | Финальные матчи ЧМ | Финальные матчи ЧМ | Отборочные матчи ЧЕ | Отборочные матчи ЧЕ | Финальные матчи ЧЕ | Финальные матчи ЧЕ | Кубок наций | Кубок наций | Товарищеские матчи | Товарищеские матчи | Итого | Итого |
| Сборная          | Год              | Игры                | Голы                | Игры               | Голы               | Игры                | Голы                | Игры               | Голы               | Игры        | Голы        | Игры               | Голы               | Игры  | Голы  |
| ---------------- | ---------------- | ------------------- | ------------------- | ------------------ | ------------------ | ------------------- | ------------------- | ------------------ | ------------------ | ----------- | ----------- | ------------------ | ------------------ | ----- | ----- |
| Шотландия        | 2002             | —                   | —                   | —                  | —                  | 1                   | 0                   | —                  | —                  | —           | —           | 3                  | 0                  | 4     | 0     |
| Шотландия        | 2004             | —                   | —                   | —                  | —                  | —                   | —                   | —                  | —                  | —           | —           | 2                  | 0                  | 2     | 0     |
| Шотландия        | 2010             | —                   | —                   | —                  | —                  | —                   | —                   | —                  | —                  | —           | —           | 1                  | 0                  | 1     | 0     |
| Шотландия        | 2011             | —                   | —                   | —                  | —                  | 1                   | 0                   | —                  | —                  | 1           | 0           | 3                  | 0                  | 5     | 0     |
| Всего за карьеру | Всего за карьеру | 0                   | 0                   | 0                  | 0                  | 2                   | 0                   | 0                  | 0                  | 1           | 0           | 9                  | 0                  | 12    | 0     |

(откорректировано по состоянию на 11 ноября 2011)

## Достижения

### Командные достижения
Селтик
- Чемпион Шотландии (3): 2000/01, 2001/02, 2003/04
- Обладатель Кубка Шотландии: 2000/01
- Обладатель Кубка шотландской лиги: 2000/01
- Финалист Кубка УЕФА: 2002/03
- Финалист Кубка Шотландии: 2001/02
- Финалист Кубка шотландской лиги: 2002/03

Сборная Шотландии
- Серебряный призёр Кубка наций: 2011

### Личные достижения
- Молодой игрок месяца шотландской Премьер-лиги: март 2002